# Charles Reyntjens
Charles Joseph Reyntjens (Ruien, 15 maart 1799 – Deinze, 24 december 1871) was een Belgisch politicus van liberale strekking. Hij werd geboren in het gezin van Jean Baptist Reyntjens (1773-1848) en Jeanne Thérèse Dumortier (+1850). Hij kwam zich in Deinze vestigen in 1834. Hij werd er gemeenteraadslid in 1837 en burgemeester in 1848.

## Liberale familie
Charles Reyntjens behoorde tot een familie uit Ruien die in het zuiden van Oost-Vlaanderen zowel burgemeesters als provincieraadsleden en notarissen onder zijn leden kende. Hij was ook lid van de provincieraad van Oost-Vlaanderen en brouwer van beroep. Hij was tevens de stichter en eerste voorzitter van de toneelvereniging Vooruit in Deinze.